# Luigi I di Montpensier
Luigi di Borbone o Luigi I di Montpensier (1405 circa – maggio 1486) fu conte di Montpensier, dal 1434 delfino d'Alvernia, signore di Mercœur e di Combrailles, conte di Clermont e di Sancerre, dal 1428 (assieme alla moglie, Giovanna e poi dal 1436 da solo) fino alla sua morte.
Fu il capostipite del ramo capetingio borbonico dei Borbone-Montpensier.

## Origine
Sia secondo lo storico e genealogista francese, Pierre de Guibours, detto Père Anselme de Sainte-Marie o più brevemente Père Anselme, nel suoHistoire généalogique et chronologique de la maison royale de France, che secondo lo scrittore e uomo politico, originario del borbonese, Simon de Coiffier de Moret, nel suo Histoire du Bourbonnais et des Bourbons qui l'ont possédé, Volume 1, Luigi era il figlio terzogenito del quarto Duca di Borbone, Conte di Clermont e conte di Forez, Giovanni I e della moglie, la duchessa d'Alvernia e contessa di Montpensier, Maria di Berry, che, secondo ancora Père Anselme era la figlia quartogenita del duca di Berry e d'Alvernia e conte di Poitiers e Montpensier, Giovanni di Francia (1340 † 1416) e della prima moglie Giovanna d'Armagnac (24 giugno 1346-1387), che, secondo i Documens historiques et généalogiques sur les familles et les hommes remarquables du Rouergue, che secondo Père Anselme, era la figlia terzogenita del Conte di Rodez, conte d'Armagnac e di Fezensac e visconte di Lomagne e d'Auvillar, Giovanni I (1306 -† 1373) e della contessa di Charolais, Beatrice di Clermont (gennaio 1311 - Rodez 25 agosto 1364).

Giovanni I di Borbone, ancora, sia secondo Simon de Coiffier de Moret, che Père Anselme era  figlio del secondo Duca di Borbone e Conte di Clermont, Luigi II il Buono e di sua moglie, la Contessa di Forez Anna d'Alvernia, che, secondo l'Extrait des registres de Parlement datato 1436, era l'unica figlia del Conte di Clermont e di Montferrand e Delfino d'Alvernia, Beraldo II e di Giovanna di Forez († 1369).

## Biografia
Sua madre, Maria, era al suo terzo matrimonio:
- in prime nozze, aveva sposato, il 29 marzo 1386 nella Cattedrale di Saint-Étienne a Bourges, il conte di Dunois Luigi III di Blois-Châtillon, figlio del Signore di Chimay, di Guise e di Nouvion, Conte di Blois di Dunois e di Soissons e Signore d'Avesnes, Guido II di Blois-Châtillon e di Maria di Namur[11].
 Maria, rimase presto vedova, in quanto Luigi morì il 15 luglio 1391[12], senza eredi[13];
- nel febbraio del 1393, sua madre aveva sposato, in seconde nozze, Filippo d'Artois[12], Connestabile di Francia e conte d'Eu, che, secondo la Chronique des comtes d’Eu era figlio di Giovanni d'Artois, conte di Eu, e d'Isabella di Melun[14].
Maria, rimase vedova, per la seconda volta, in quanto Filippo morì il 15 giugno 1397[12], in una prigione sarracena, secondo il Ex Obituario ecclesiæ Augensis[15], lasciando a Maria quattro figli[16]:
  - Carlo (1394-1472), ultimo conte d'Eu[15];
  - Filippo (1395-1397);
  - Bona (1396-1425), sposò in prime nozze Filippo di Borgogna-Nevers e in seconde nozze Filippo III di Borgogna[17].;
  - Caterina (1397-1420), sposò Giovanni di Borbone-Carency.

Alcuni storici ipotizzano che la nascita di Luigi fosse avvenuta dopo il 1412, cioè dopo la morte del fratello secondogenito, anche lui di nome Luigi.

Blasone di Luigi prima del 1428.

Luigi ebbe contatti col Delfino d'Alvernia, Beraldo III, per sposare la sua unica figlia, Giovanna, come ci viene confermato dallo storico, chierico, canonista e bibliotecario francese, Étienne Baluze.
Dopo la morte di Beraldo III, avvenuta nel 1424, i contatti proseguirono e, due anni dopo fu organizzato il matrimonio di Luigi Giovanna; il documento n° 5282 dei Titres de la maison ducale de Bourbon, datato 9 ottobre 1426, riferisce di un primo accordo tra Carlo I di Borbone, fratello di Luigi e gli zii di Giovanna, Roberto, vescovo di Chartres, Giacomina, badessa a Saint-Menoux e Bertrando, signore de La Tour; infatti il contratto matrimoniale tra Luigi (dominus Ludovicus de Bourbon filius) e Giovanna (domicella Johanna Dalphina Arverniæ comitissa Claromontis et de Sacrocæsare), secondo le Preuves de l'Histoire généalogique de la maison d'Auvergne, tome II, fu siglato l'8 dicembre 1426.
Il matrimonio fu celebrato due anni dopo, nel 1428: Luigi sposò Giovanna (1412-1436), Contessa di Clermont, di Montferrand e di Sancerre e Delfina d'Alvernia, l'unica figlia del Delfino d'Alvernia, Conte di Clermont, di Montferrand e di Sancerre, Beraldo III e della sua prima moglie, Giovanna de La Tour, figlia della Contessa d'Alvernia e di Boulogne, Maria I e del marito, il signore de La Tour, Bertrando IV; anche un documento, datato 1436, delle Preuves de l'Histoire généalogique de la maison d'Auvergne, tome 2 conferma che Giovanna (Johanna Dalphina) era la figlia di Beraldo III e Giovanna de La Tour.
Luigi non prese parte ai conflitti del tempo, a parte nel 1430 contro gli Inglesi nei pressi di Beauvais; per lo più visse nelle sue terre.
Il 20 maggio del 1436, sua moglie, Giovanna, essendo malata e sentendosi allo stremo delle forze, fece testamento, ed essendo senza eredi, indicò come erede di tutti i suoi beni il marito, Luigi di Borbone.
Giovanna morì sei giorni dopo, nel castello di Ardes e Luigi le succedette come Delfino d'Alvernia, primo delfino della dinastia dei Borbone, anche un documento delle Preuves de l'Histoire généalogique de la maison d'Auvergne, tome II, conferma la morte di Giovanna il 26 maggio 1436 (XXVI. Maii. Obiit domina Joanna comitissa Claromontis et Delphina Arverniæ MCCCCXXXVI).
Luigi, dopo essere rimasto vedovo, si risposò, nel 1442, con Gabrielle de La Tour d'Auvergne (+1486), figlia del signore de La Tour e conte d'Alvernia e conte di Boulogne, Bertrando V de La Tour e di Jacquette du Peschin, figlia del signore di Peschin, Luigi, e della moglie, Yseul de Sully; il contratto di matrimonio era stato stipulato il 16 febbraio 1442; dato che Gabrielle era cugina di Giovanna, era stato necessario ottenere una dispensa da papa Eugenio IV.
Nel 1480, il re di Francia, Luigi XI, lo incaricò di incontrare il legato di papa Sisto IV, il cardinale, Giuliano della Rovere.
Nel 1483, Luigi assistette all'incoronazione del nuovo re di Francia, Carlo VIII, che, l'anno dopo, lo incaricò, come capo dell'ambasciata, di presentare il devoto omaggio filiale di Carlo VIII a papa Innocenzo VIII (l'ambasciata era partita per rendere omaggio a Sisto IV, ma quando arrivò a Roma, trovò un nuovo papa, Innocenzo VIII).
Luigi morì nel maggio 1486 e fu inumato nella cappella di San Luigi ad Aigueperse, da lui fondata; come Delfino d'Alvernia e Conte di Montpensier gli succedette il figlio primogenito Gilberto.

## Discendenza
Luigi da Gabrielle ebbe quattro figli:
- Gilberto (1443 † 1496), Delfino d'Alvernia, Conte di Montpensier e viceré di Napoli[27];
- Giovanni (1445 - dopo il 1485)[27];
- Gabrielle (1447 - 1516), che sposò nel 1485 Louis de la Trémoille, visconte di Thouars e principe di Talmond († 1525)[27];
- Charlotte (1449 - 1478), che sposò nel 1468 Wolfart VI van Borselleen, conte di Grandpré († 1487)[32].

## Ascendenza
|                        |                        |                               | Genitori                     |  |  | Nonni |  |  | Bisnonni            |  |  | Trisnonni          |  |
|                        |                        |                               |                              |  |  |       |  |  | Pietro I di Borbone |  |  | Luigi I di Borbone |  |
|                        |                        |                               |                              |  |  |       |  |  | Pietro I di Borbone |  |  | Luigi I di Borbone |  |
|                        |                        | Maria di Avesnes              |                              |  |  |       |  |  | Pietro I di Borbone |  |  |                    |  |
| Luigi II di Borbone    |                        |                               |                              |  |  |       |  |  | Pietro I di Borbone |  |  |                    |  |
|                        |                        | Isabella di Valois            | Giovanni II di Francia       |  |  |       |  |  |                     |  |  |                    |  |
|                        |                        | Isabella di Valois            | Giovanni II di Francia       |  |  |       |  |  |                     |  |  |                    |  |
|                        |                        | Isabella di Valois            | Bona di Lussemburgo          |  |  |       |  |  |                     |  |  |                    |  |
| Giovanni I di Borbone  |                        | Isabella di Valois            |                              |  |  |       |  |  |                     |  |  |                    |  |
|                        |                        | Beraldo II delfino d'Alvernia | Beraldo I delfino d'Alvernia |  |  |       |  |  |                     |  |  |                    |  |
|                        |                        | Beraldo II delfino d'Alvernia | Beraldo I delfino d'Alvernia |  |  |       |  |  |                     |  |  |                    |  |
|                        |                        | Beraldo II delfino d'Alvernia | Maria de la Vie              |  |  |       |  |  |                     |  |  |                    |  |
| Anna di Forez          |                        | Beraldo II delfino d'Alvernia |                              |  |  |       |  |  |                     |  |  |                    |  |
|                        |                        | Giovanna di Forez             | Guido VII di Forez           |  |  |       |  |  |                     |  |  |                    |  |
|                        |                        | Giovanna di Forez             | Guido VII di Forez           |  |  |       |  |  |                     |  |  |                    |  |
|                        |                        | Giovanna di Forez             | Giovanna di Clermont         |  |  |       |  |  |                     |  |  |                    |  |
| Luigi I di Montpensier |                        | Giovanna di Forez             |                              |  |  |       |  |  |                     |  |  |                    |  |
|                        | Giovanni II di Francia | Filippo VI di Francia         |                              |  |  |       |  |  |                     |  |  |                    |  |
|                        | Giovanni II di Francia | Filippo VI di Francia         |                              |  |  |       |  |  |                     |  |  |                    |  |
|                        | Giovanni II di Francia | Giovanna di Borgogna          |                              |  |  |       |  |  |                     |  |  |                    |  |
| Giovanni di Valois     | Giovanni II di Francia |                               |                              |  |  |       |  |  |                     |  |  |                    |  |
|                        |                        | Bona di Lussemburgo           | Giovanni I di Lussemburgo    |  |  |       |  |  |                     |  |  |                    |  |
|                        |                        | Bona di Lussemburgo           | Giovanni I di Lussemburgo    |  |  |       |  |  |                     |  |  |                    |  |
|                        |                        | Bona di Lussemburgo           | Elisabetta di Boemia         |  |  |       |  |  |                     |  |  |                    |  |
| Maria di Berry         |                        | Bona di Lussemburgo           |                              |  |  |       |  |  |                     |  |  |                    |  |
|                        |                        | Giovanni I d'Armagnac         | Bernardo VI d'Armagnac       |  |  |       |  |  |                     |  |  |                    |  |
|                        |                        | Giovanni I d'Armagnac         | Bernardo VI d'Armagnac       |  |  |       |  |  |                     |  |  |                    |  |
|                        |                        | Giovanni I d'Armagnac         | Cecilia di Rodez             |  |  |       |  |  |                     |  |  |                    |  |
| Giovanna d'Armagnac    |                        | Giovanni I d'Armagnac         |                              |  |  |       |  |  |                     |  |  |                    |  |
|                        |                        | Beatrice di Clermont          | Giovanni di Charolais        |  |  |       |  |  |                     |  |  |                    |  |
|                        |                        | Beatrice di Clermont          | Giovanni di Charolais        |  |  |       |  |  |                     |  |  |                    |  |
|                        |                        | Beatrice di Clermont          | Giovanna di Dargies          |  |  |       |  |  |                     |  |  |                    |  |
|                        |                        | Beatrice di Clermont          |                              |  |  |       |  |  |                     |  |  |                    |  |

### Fonti primarie
- (LA)  Baluze, Preuves de l'Histoire généalogique de la maison d'Auvergne, tome 2.
- (LA)  Preuves de l'Histoire généalogique de la maison d'Auvergne.
- (LA, FR)  Histoire généalogique des ducs de Bourgogne de la maison de France.

### Letteratura storiografica
- (FR)  Histoire généalogique et chronologique de la maison royale de France, tome premier.
- (FR)  Baluze, Histoire généalogique de la maison d'Auvergne, tome 1.
- (FR)  L'art de vérifier les dates des faits historiques, des chartes, des chroniques.
- (FR)  Histoire généalogique de la maison d'Auvergne, justifiée par chartes, titres.
- (FR)  Titres de la maison ducale de Bourbon.